# Nipponopholas satoi
Nipponopholas satoi is een tweekleppigensoort uit de familie van de Pholadidae. De wetenschappelijke naam van de soort is voor het eerst geldig gepubliceerd in 1987 door Okamoto & Habe.